# Dwernik (potok)
Dwernik – potok w Bieszczadach Zachodnich, wypływa z północnych stoków Małej Rawki, uchodzi do Sanu w miejscowości Dwernik. Potok ten ma wyjątkowo bogate nazewnictwo, górny odcinek od źródeł do Brzegów Górnych nosi nazwę Prowcza lub Prowsija, środkowy odcinek Nasiczniański (Potok), dolny Dwernik, dodatkowo spotkać można nazwę Bereżanka. Kieruje się początkowo na północny zachód do Brzegów Górnych, tam zmienia kierunek na północny i płynie głębokim przełomem pomiędzy Połoniną Wetlińską i Połoniną Caryńską, przez wsie Nasiczne i Dwernik, gdzie uchodzi do Sanu.